# Kōgon

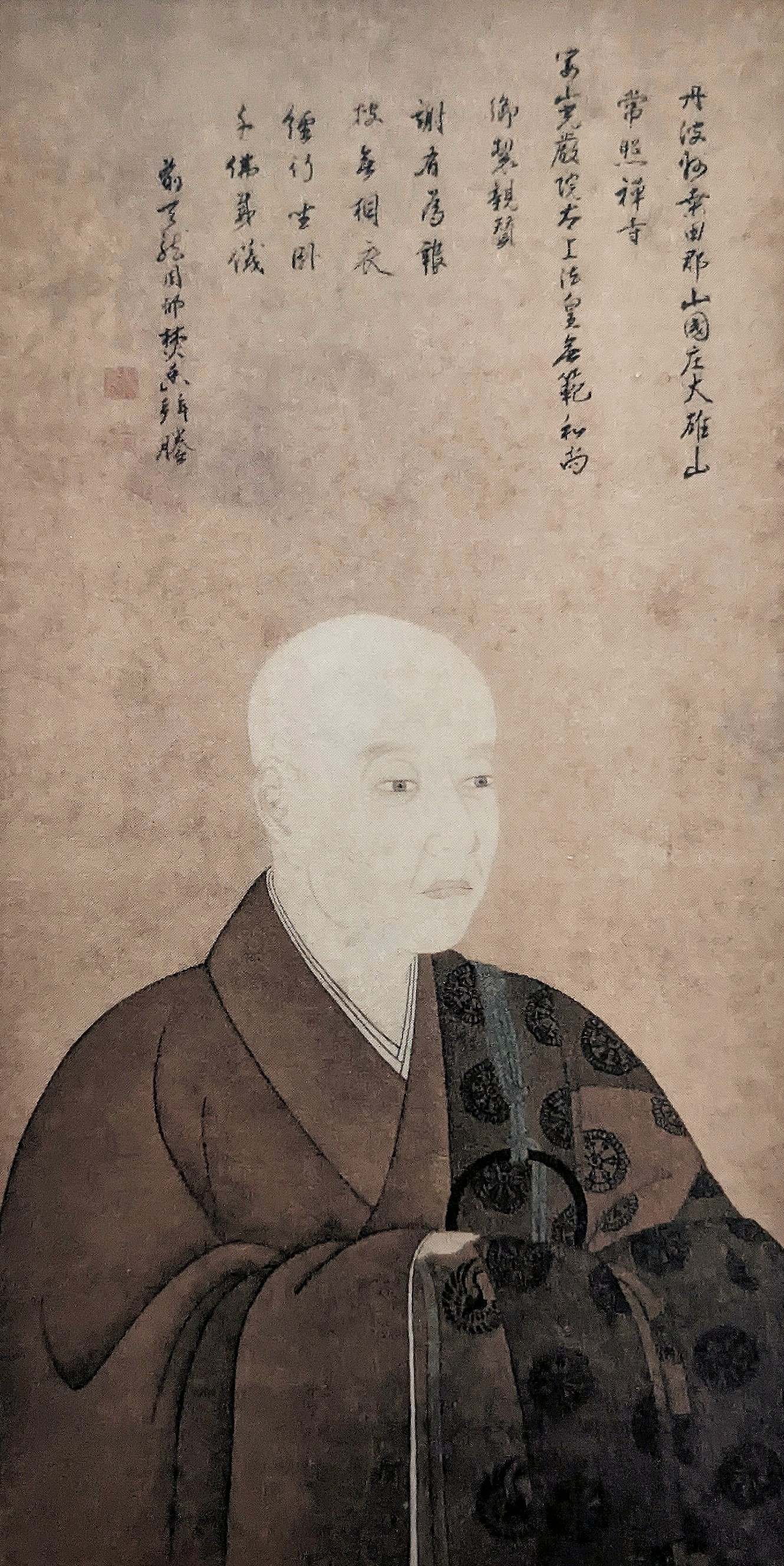
Kōgon

Kaiser Kōgon (jap. 光厳天皇, Kōgon Tennō; * 1. August 1313; † 5. August 1364) war der erste der heute als „Ashikaga-Thronprätendenten“ bezeichneten Personen, obwohl dieser Begriff in diesem Zusammenhang nicht ganz exakt ist. Er beanspruchte von 22. Oktober 1331 bis 7. Juli 1333 den japanischen Kaiserthron für sich. Sein persönlicher Name war Kazuhito (量仁).

## Genealogie
Er war der erste Sohn von Jimyōin-tō Kaiser Go-Fushimi.  Er wurde durch seinen Onkel, Kaiser Hanazono adoptiert.
- Kaiserin: kaiserliche Prinzessin Yoshiko (懽子内親王, -naishinnō) (Erste Tochter von Kaiser Go-Daigo)
  - Kaiserliche Prinzessin Mitsuko (光子内親王, -naishinnō)
- Gemahlin: Kaiserliche Prinzessin ?? (寿子内親王) (Tochter von Kaiser Hanazono)
- Hofdame: Sanjō ??? (三条秀子) Kaiserin-Witwe ??(陽禄門院)
  - Erster Sohn: kaiserlicher Prinz Okihito (興仁親王, -shinnō), später Kaiser Sukō
  - Zweiter Sohn: Kaiserlicher Prinz Iyahito (弥仁親王, -shinnō) später Kaiser Go-Kōgon
- Hofdame: Eine Tochter des Fujiwara Kimikage, als Ichijō no tsubone bezeichnet, war eine seiner Nebenfrauen. Zunächst hatte sie der Bianmon-in (= Taino Okata) gedient.
  - Kaiserlicher Prinz Yoshihito (義仁親王, -shinnō).
- Gemahlin: ???
  - Kaiserlicher Prinz Sonchō (尊朝親王, -shinnō)
  - Egon (恵厳)

## Leben
1326 wurde  er Kronprinz des Daikakuji-Kaisers Go-Daigo.  Damals gab es eine Entscheidung des Kamakura-Shogunats, dass der Thron alle 10 Jahre zwischen den Daikakuji- und Jimyōin-Linien wechseln sollte. Go-Daigo hielt sich jedoch nicht daran.
1331 wurde Go-Daigos Plan, das Shogunat zu stürzen, offenbar. Daher nahm ihn der Shogun gefangen und setzte Kōgon am 22. Oktober auf den Thron. Im folgenden Jahr reiste Go-Daigo in die Provinz Oki, weigerte sich jedoch, formal abzudanken.
1333 griff Ashikaga Takauji die Rokuhara Tandai an. Beide tandai, Hōjō Nakatomi und Hōjō Tokimasu flohen nach Osten, wurden aber beide in der Provinz Ōmi gefasst und getötet. Am 7. Juli 1333 wurde er daraufhin entthront.
Zurückgekehrt nach Kyōto schlug Go-Daigos Kemmu-Restauration jedoch fehl. Ashikaga Takauji begann eine Revolte gegen Go-Daigo, und 1336 wurde sein jüngerer Bruder als Kaiser Kōmyō inthronisiert.
Zurückgekehrt nach Yoshino in der Provinz Yamato, beanspruchte Go-Daigo seine Herrschaft als die einzig legitime, im Gegensatz zum „Nördlichen“ Kaiserhof.
1352, unter Ausnutzung der Kan'ō-Unruhen, einer Familienfehde des Clans der Ashikaga, besetzte der südliche Kaiser Go-Murakami Kyōto und nahm die Kaiser Kōgon, Kōmyō und Sukō sowie den Kronprinzen mit. Kōgon wurde die restlichen 10 Jahre seines Lebens unter Hausarrest gestellt. In seinen letzten Jahren wurde er Zen-Buddhist.